# Rosyjski Ludowy Ruch Oporu
Rosyjski Ludowy Ruch Oporu (ros. Российское Народное Ополчение) – kolaboracyjna ochotnicza formacja zbrojna złożona z Rosjan w służbie armii niemieckiej podczas II wojny światowej.
Pod koniec 1943 r. w rejonie Korsunia na okupowanej Ukrainie została utworzona niewielka ochotnicza formacja zbrojna złożona z miejscowych Rosjan. Liczyła ok. 200 ludzi. Jej twórcą był Nikołaj I. Sachnowski, oficer Ochotniczego Legionu Walońskiego, a następnie 5 Ochotniczej Brygady Szturmowej SS „Wallonien”, wcześniej biały emigrant rosyjski. Wkrótce po przybyciu na front wschodni rozpoczął on prowadzenie wśród miejscowej ludności propagandy i agitacji w duchu monarchistycznym, co doprowadziło do sformowania formacji. Działała ona przy 5 Ochotniczej Brygady Szturmowej SS „Wallonien”. Była uzbrojona jedynie w lekką broń piechoty i granaty. Jej mottem było "За Веру, Царя и Отечество!" (Za Wiarę, Cara i Ojczyznę!). Jedyną akcją zbrojną, w której wzięła udział, była walka z sowieckimi oddziałami wojskowymi w czasie operacji korsuńskiej na początku stycznia 1944 r. W jej wyniku większość członków formacji zginęła.